# Rickard Göransson
Rickard Göransson (* 22. Oktober 1983 in Växjö) ist ein schwedischer Songwriter und Musikproduzent. Er schreibt unter anderem für Ariana Grande, Nicki Minaj, Avril Lavigne, Enrique Iglesias und Selena Gomez. Er ist einer der Songwriter hinter den Hits Bang Bang (Jessie J, Ariana Grande und Nicki Minaj) und God Is a Woman (Ariana Grande). Für die Komposition Husavik aus dem Film Eurovision Song Contest: The Story of Fire Saga ist er für den Oscar nominiert.

## Leben
Rickard Göransson wuchs im schwedischen Växjö auf. Er studierte anschließend am Royal College of Music, Stockholm. 2007 schloss er sich der Band Carolina Liar an, mit der er zwei Alben veröffentlichte. Anschließend zog er nach Los Angeles und begann als Musikproduzent und Songwriter zu arbeiten. Nach ersten Arbeiten für Avril Lavigne und Fifth Harmony schrieb er zusammen mit Max Martin, Savan Kotecha und Nicki Minaj den Megahit Bang Bang, der in den Vereinigten Staaten mit Fünffach-Platin ausgezeichnet wurde.
Göransson steht bei Max Martins  MXM Music Publishing unter Vertrag. Im Laufe seiner weiteren Karriere schrieb er für so unterschiedliche Künstler wie Flo Rida, Nick Jonas und Charlie Puth. Sein größter Hit nach Bang Bang wurde God Is a Woman von Ariana Grande, für den er mit dem ASCAP Pop Music Award ausgezeichnet wurde.
2020 schrieb er für den Film Eurovision Song Contest: The Story of Fire Saga den Song Husavik. Für diesen wurde er bei der Oscarverleihung 2021 zusammen mit den Co-Autoren Fat Max Gsus und Savan Kotecha in der Kategorie Bester Song nominiert.

## Diskografie
| Jahr | Künstler                             | Title                               | Album                                                   | Label                            | Rolle                 |
| ---- | ------------------------------------ | ----------------------------------- | ------------------------------------------------------- | -------------------------------- | --------------------- |
| 2020 | Will Ferrell, My Marianne            | Husavik (My Hometown)               | Eurovision Song Contest: The Story of Fire Saga         | Arista Records                   | Produzent, Songwriter |
| 2020 | Joji                                 | Upgrade                             | Nectar                                                  | Atlantic, Warner Music Nashville | Songwriter            |
| 2020 | Jeremy Zucker                        | Not Ur Friend                       | love is not dying                                       | Republic Records                 | Songwriter            |
| 2018 | Ariana Grande                        | God Is a Woman                      | Sweetener                                               | Republic Records                 | Songwriter            |
| 2018 | Charlie Puth                         | Empty Cups                          | Voicenotes                                              | Artist Partner Group             | Produzent, Songwriter |
| 2018 | Marc E. Bassy                        | Love Her Too (feat. G-Eazy)         | Postmodern Depression (EP)                              | Republic Records                 | Songwriter            |
| 2017 | Ellie Goulding                       | Still Falling for You               | Bridget Jones's Baby Original Motion Picture Soundtrack | Universal Music Group            | Songwriter            |
| 2017 | Astrid S                             | Breathe                             | Party's Over                                            | Island Records                   | Songwriter            |
| 2016 | Nick Jonas                           | Under You                           | Last Year Was Complicated                               | Island Records                   | Songwriter            |
| 2016 | DNCE                                 | Pay My Rent                         | DNCE                                                    | Republic Records                 | Songwriter            |
| 2016 | Tove Lo                              | Don't Talk About It                 | Lady Wood                                               | Island Records                   | Songwriter            |
| 2015 | Flo Rida                             | Once in a Lifetime                  | My House                                                | Atlantic                         | Produzent             |
| 2015 | Tori Kelly                           | Nobody Love                         | Unbreakable Smile                                       | Capitol Records                  | Songwriter, Produzent |
| 2015 | Tori Kelly                           | California Lovers (feat. LL Cool J) | Unbreakable Smile                                       | Capitol Records                  | Songwriter, Produzent |
| 2015 | LunchMoney Lewis                     | Bills                               | Bills (EP)                                              | Kemosabe, Columbia               | Songwriter            |
| 2015 | DNCE                                 | Toothbrush                          | DNCE                                                    | Republic Records                 | Songwriter            |
| 2015 | DNCE                                 | DNCE                                | DNCE                                                    | Republic Records                 | Songwriter            |
| 2015 | Zara Larsson                         | Rooftop                             | 1                                                       | TEN, Epic, Sony                  | Songwriter            |
| 2015 | Natalie La Rose feat. Fetty Wap      | Around the World                    | Around the World                                        | Republic Records                 | Songwriter            |
| 2014 | Ariana Grande, Jessie J, Nicki Minaj | Bang Bang                           | My Everything, Sweet Talker                             | Republic Records, Lava           | Songwriter, Produzent |
| 2014 | Enrique Iglesias                     | There Goes My Baby                  | Sex and Love                                            | Republic Records                 | Songwriter, Produzent |
| 2014 | Jessie J                             | Burnin' Up                          | Sweet Talker                                            | Republic Records                 | Songwriter            |
| 2014 | Zara Larsson                         | Skippin a Beat                      | 1                                                       | TEN, Epic, Sony                  | Songwriter            |
| 2013 | Avril Lavigne                        | Rock N Roll                         | Avril Lavigne                                           | Epic                             | Songwriter, Produzent |
| 2013 | Fifth Harmony                        | Better Together                     | Better Together (EP)                                    | Epic                             | Songwriter, Produzent |
| 2013 | Fifth Harmony                        | Better Together (Acoustic)          | Better Together (EP)                                    | Epic                             | Songwriter, Produzent |
| 2013 | Emblem3                              | Just for One Day                    | Nothing to Lose                                         | Columbia Records                 | Songwriter            |
| 2013 | Selena Gomez                         | I Like It That Way                  | Stars Dance Deluxe Edition                              | Hollywood Records                | Songwriter            |
| 2012 | Avril Lavigne                        | What the Hell (Acoustic)            | Goodbye Lullaby (Expanded Edition)                      | Epic                             | Produzent             |
| 2011 | Carolina Liar                        | All That Comes Out of My Mouth      | Wild Blessed Freedom                                    | Maratone                         | Songwriter            |